# Emiliana de Roma
Emiliana de Roma, fue una virgen y religiosa romana, del siglo VI, perteneciente a la familia de los Anicia, que es conocida por ser familiar de los papas San Gregorio Magno y su bisabuelo y antecesor San Félix III. Es venerada el día 5 de enero.

## Hagiografía
Emiliana, fue hermana de Tarsila, Gordiana y Gordiano El Regionarius, que fue el padre de San Gregorio Magno, lo que la convierte en tía de este último.
Su hermana Tarsila, según cuenta Gregorio Magno, falleció, luego de haber soñado con Félix III, que fue también miembro de la familia. Según la historia, cuando Tarsila murió, se le apareció a Emiliana, que murió días después del sueño, el 5 de enero, del año 594.